# Київський проспект (Донецьк)

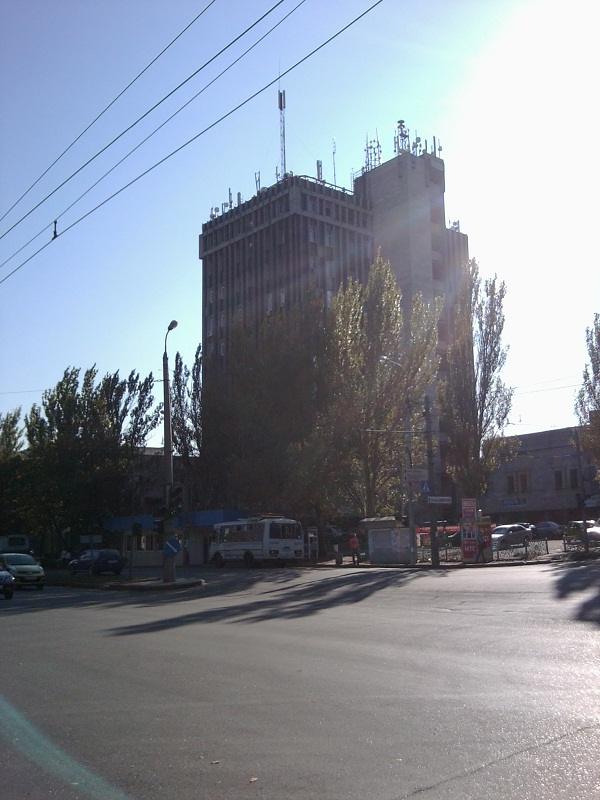
Завод "Точмаш"

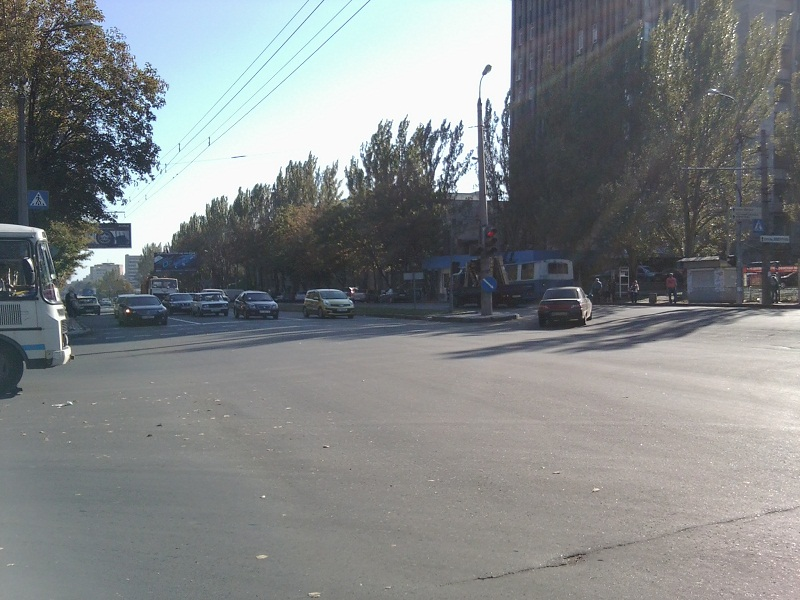
Перетин Київського проспекту з Партизанським проспектом

Київський проспект — одна з головних вулиць міста Донецька. Розташований між Шахтарською площєю та вулицею Артемівською. 

## Історія
Вулиця названа на честь столиці України міста Київ.

## Опис
Київський проспект знаходиться у Київському районі. Він є продовженням вулиці Університетської бере початок від Шахтарської площі , і завершується путилівським мостом. Далі він переходить у вулицю Злітну. На вулиці розташовані Київський райвиконком, дитяча лікарня, лікарня №18, завод Точмаш.  Довжина вулиці становить близько 3,5 кілометрів.

## Транспорт
Проспектом курсує курсує багато видів міського транспорту, зокрема автобуси №3, 19, 19а, 73а, 83, тролейбуси №9а, 10, 18 та багато мікроавтобусів. Перетинає трамвай №1, 6.